# La Ragazza delle Porciglia

La Ragazza delle Porciglia  est le nom donné à une pièce archéologique reconstituée (« La jeune femme de Le Porciglia ») datant du VIe siècle av. J.-C., conservée au musée archéologique Ranuccio Bianchi Bandinelli à Colle di Val d'Elsa dans la province de Sienne (Toscane).

## Description
La crâne découvert porte à son oreille droite une boucle d'oreille en or soudée à son crâne par un phénomène de calcification provoqué par les infiltrations d'eau dans la tombe. La jeune femme était probablement âgée d'environ vingt ans au moment de sa mort. Le nom de Ragazza delle Porciglia provient du lieu où a été effectuée sa découverte, une tombe étrusque près de la localité Le Porciglia. Au moment de la découverte, les squelette était inhumé avec sept autres corps et en couple.

## Histoire

### Découverte
En 1996, les fouilles entreprises par le Gruppo Archeologico Colligiano a permis de mettre au jour, dans la localité Le Porciglia, entre la nécropole de Le Ville et l'habitat archaïque étrusque de Poggio di Caio, une zone sépulcrale étrusque.
Il s'agit probablement d'une structure à hypogée du VIe siècle av. J.-C. dont il ne restait que deux fosses, séparées par une cloison, situées au-dessous de banquettes de déposition qui contenait encore de restes de squelettes de huit individus enterrés avec le rite de l'inhumation et dont l'association en couple  fait supposer un étroit lien de parenté.

### Reconstitution morphologique
Les chercheurs de l'Université de Pise, intrigués par la découverte, ont utilisé les dernières technologiesafin de réaliser d'abord un calque et ensuite un moule en plâtre permettant de reconstituer, après environ 2600 ans, une fidèle reproduction de son visage qui  nous révèle quelques caractéristiques morphologiques étrusques de l'époque.
Le crâne, avec le moule du visage reconstitué, est conservé au Musée archéologique Ranuccio Bianchi Bandinelli (salle 14) à Colle di Val d'Elsa.

## Sources
- Voir liens externes